# Condyloderes storchi
Condyloderes storchi is een soort in de taxonomische indeling van de stekelwormen.
De diersoort behoort tot het geslacht Condyloderes en behoort tot de familie Centroderidae. De wetenschappelijke naam van de soort werd voor het eerst geldig gepubliceerd in 2004 door Martorelli & Higgins.